# Mandriole
Mandriole è una frazione del comune di Ravenna. Il centro abitato ha una popolazione di 310 persone, mentre nel territorio della frazione vivono 695 abitanti.

## Geografia fisica
La zona a sud del fiume Reno che divide l'abitato dalle Valli di Comacchio è stata in gran parte bonificata nei primi decenni del XX secolo. A sud, stretta tra la strada Romea e il canale scolmatore destra Reno, resta la spettacolare riserva naturalistica della Valle Mandriole (o Valle della Canna), area non ancora antropizzata dove si assiste alla migrazione di numerose specie avicole.